# Megalagrion oceanicum
Megalagrion oceanicum (лат.) — вид стрекоз из семейства Coenagrionidae, эндемик острова Оаху в Гавайском архипелаге, описанный английским энтомологом Робертом Маклахланом в 1883 году. Филогенетически близкими видами являются Megalagrion heterogamias и Megalagrion blackburni.

## Описание
Голова и грудь чёрные. Пятна на темени крупные, красновато-оранжевые, почти соединяются друг с другом. Нижняя губа бледно-жёлтая. Длина грудного отдела около 5,54 мм. Бока груди красновато-оранжевые и двумя узкими чёрными линиями. Низ груди красный и двумя чёрными пятнами. Крылья прозрачные с чёрными жилками. Длина задних крыльев 28 мм. Крыловой глазок занимает две ячейки. Между четырёхугольником и узелком располагаются пять ячеек. Ноги красные. Шипики на бёдрах длинные, чёрного цвета. Вершинные членики лапок и коготки чёрные. Брюшко красное длиной 38 мм. На первом сегменте с двумя чёрными пятнами, на сегментах с второго до шестого имеются чёрные кольца. Седьмой и восьмой сегменты, большей частью, чёрные. Личинки тёмно-коричневые или оливково-зеленоватое длиной до 25 мм.

## Распространение
Отмечен только в нескольких горных ручьях хребтов Коолау и Уоиана на острове Оаху. На хребте Уоиана последняя находка датируется 1948 годом.

## Экология
Личинки развиваются в водопадах, горных реках и ручьях. Вид находится под угрозой исчезновения. Самки откладывают яйца на листья, стебли и корни водных и прибрежно-водных растений, в том числе на Commelina nudiflora и Ipomoea bona-nox. Личинки стрекозы питаются водными личинками хирономид (Telmatogeton и Tanytarsus), мокрецов (Dasyhelea hawaiiensis), береговушек (Scatella) и болотниц, олигохетами, водными жуками (Limnoxenus semicylindricus). Иногда крупные личинки поедают более мелких личинок своего же вида. Взрослые стрекозы охраняют свою индивидуальную территорию, в том числе от стрекоз других видов. Иногда имаго Megalagrion oceanicum становятся жертвми более крупной стрекозы Anax strenuus. Включён в Красный список угрожаемых видов МСОП со статусом VU (Уязвимые виды).